# Half Moon Run
Half Moon Run est un groupe de rock indépendant canadien, originaire de Montréal, au Québec. Les membres du groupe sont originaires de Colombie-Britannique et de l'Ontario : Devon Portielje (chant, guitare et percussions), Conner Molander (chant, guitare, harmonica et claviers) et Dylan Phillips (chant, batterie et claviers).

## Biographie
Dylan Phillips et Conner Molander sont originaires de Comox, en Colombie-Britannique, et s'installent à Montréal pour les études ; le premier étudie le piano classique au Conservatoire de musique de Montréal et le second étudie la psychologie à l'Université McGill. Devon Portielje, originaire d'Ottawa, répond à une annonce sur le site Craigslist qu'avaient placée Conner Molander et Dylan Phillips, et se rencontrent en octobre 2009 pour un jam session que Philips qualifie de soirée magique.
En décembre 2010, le label indépendant Indica offre un contrat au groupe ce qui leur permet de se consacrer exclusivement à la musique. Ils ont joué aux festivals South by Southwest, Osheaga, Canadian Music Week et en 2013 au Glastonbury Festival. Half Moon Run gagne la reconnaissance du public et des critiques en faisant la première partie pour des artistes tels que Mumford & Sons, Of Monsters and Men, Metric et Patrick Watson,.
Leur premier album, Dark Eyes, est sorti en 2012, et est coproduit par Daniel Lagacé et Nygel Asselin. Il a engendré des tournées en Amérique du Nord, en Europe et en Australie, après un bon succès critique. En 2013, la compagnie Ubisoft lance la bande annonce du nouveau Assassin's Creed IV: Black Flag avec la chanson Full Circle.

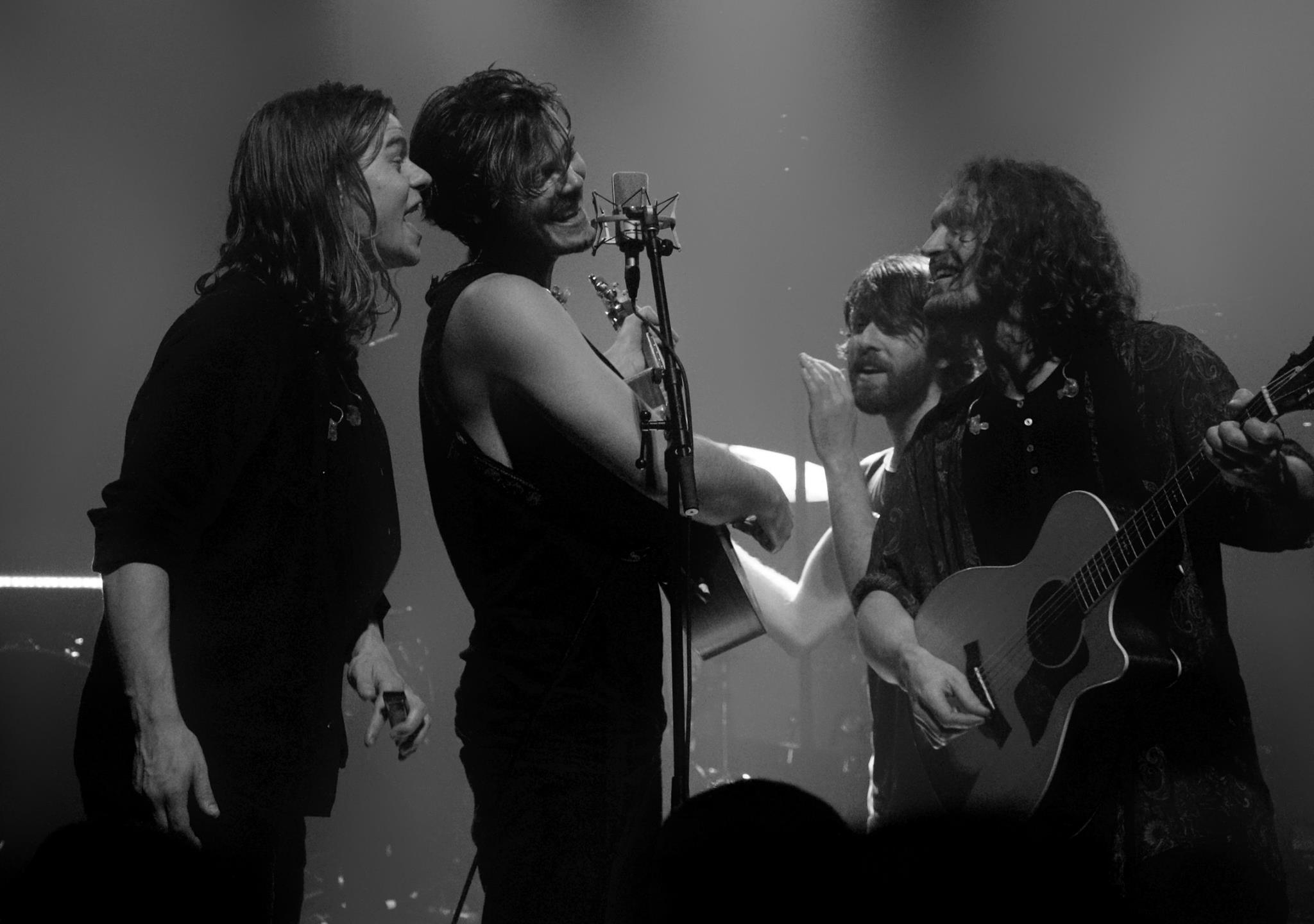
Half Moon Run en 2017 à Sherbrooke

En 2015, ils sortent leur deuxième album Sun Leads Me On et ont pour projet de mettre en images les 13 chansons qui composent cet album.
En 2017, le groupe et l'Orchestre symphonique de Montréal ont offert une performance mémorable, alliant avec la musique indie et arrangements classiques .
En 2019, le groupe sort son troisième album A Blemish in the Great Light comportant un total de 10 morceaux.
En 2020, durant le confinement mondial dû au Covid-19, le groupe décide de partager en vidéo des reprises de leurs titres les plus populaires. Ils en feront finalement une compilation sur un nouvel album: The Covideo Sessions. Le multi-instrumentiste Isaac Symonds a annoncé, en mai de la même année, qu’il quittait le groupe, dont il était membre depuis huit ans.
En 2021, le trio Half Moon Run sort un nouvel EP de 6 titres intitulé Inwards & Onwards. En 2022, le groupe remporte le prix du spectacle de l'année anglophone au Premier Gala de l'ADISQ. La même année, il remporte le prix de l'album adulte alternatif de l'année au JUNOs.
En 2022, ils ont clôturé le Festival d'été de Québec, marquant leur retour sur scène après plus d'un an. Pour l'occasion, le groupe a invité Daniel Bélanger et les sœurs Boulay à les rejoindre pour quelques morceaux .
En 2023, le trio montréalais sort un premier simple en mars, You can let go, de leur album à venir en juin; Salt est son quatrième album, sorti le 2 juin. On y retrouve une piste de ukulélé composée en 2012, année durant laquelle la formation s’est révélée au grand public avec Dark Eyes. À l’époque, le groupe n’était pas parvenu à faire de cette idée une chanson, problème auquel il répond aujourd’hui avec la chanson Alco.
Half Moon Run se produit également sur la scène du MTelus en 2023 pour le concert 1969 Live, fruit d'un album collaboratif des artistes Matt Holubowski, les sœurs Boulay, Elliot Maginot, Elisapie Isaac, Claudia Bouvette et Jason Bajada.
En novembre 2024, Half Moon Run participe au spectacle d'ouverture de la 46e édition du Gala de l'ADISQ en compagnie d'Elisapie Isaac et de Karkwa
En février 2024, Devon Portielje, chanteur principal de Half Moon Run, fait une apparition surprise lors d'un concert de Charlotte Cardin. Ils ont interprété ensemble, seulement accompagnés d'une guitare, les chansons Sun goes down et Daddy, avant d'être rejoints par Patrick Watson au piano pour la chanson Main Girl, Je te laisserai des mots et Next to you.
En juillet 2024, Half moon Run a participé à la quinzième édition du festival Le Festif! à la Baie-Saint-Paul. Le groupe a entre autres partagé la scène avec Karkwa.
En 2024, le groupe lance un festival d'une journée intitulé L'Appel Montréal. La première édition s'est tenue le 30 mai au Parc olympique. Le trio en a partagé la tête d’affiche avec Men I Trust. Le festival ne sera toutefois pas de retour pour une édition en 2025. 
Le 28 novembre 2024, le trio Half Moon Run a sorti le single Loose ends. Une chanson qui a été enregistrée en 2023 en même temps que leur album précédent, mais qui n'avait pas été ajoutée à ce dernier .

## Récompenses
- Prix Juno de 2020 : Gagnant d'Album adulte alternatif de l'année pour l'album A Blemish in the Great Light[24]
- Prix Juno de 2022 : Gagnant d'Album adulte alternatif de l'année pour l'EP Inwards & Onwards[25]
- Gala de l'ADISQ 2024 : Nomination pour Album de l'année – Anglophone pour l'album Salt[26]